# 贝尔维亚讷和卡维拉克
贝尔维亚讷和卡维拉克（法語：Belvianes-et-Cavirac，法語發音：[bɛlvjan e kaviʁak] ⓘ）是法国奥德省的一个市镇，属于利穆区。

## 地理
贝尔维亚讷和卡维拉克（42°51'11"N, 2°12'2"E）面积11.68 平方千米，位于法国奧克西塔尼大區奥德省，该省份为法国南部沿海省份，北起塔恩省，西北接上加龙省，西接阿列日省，南至东比利牛斯省，东临地中海，东北与埃罗省接壤。
与贝尔维亚讷和卡维拉克接壤的市镇（或旧市镇、城区）包括：皮洛朗斯、基尔巴茹、圣朱利亚德贝克、圣马丹利斯、基扬。

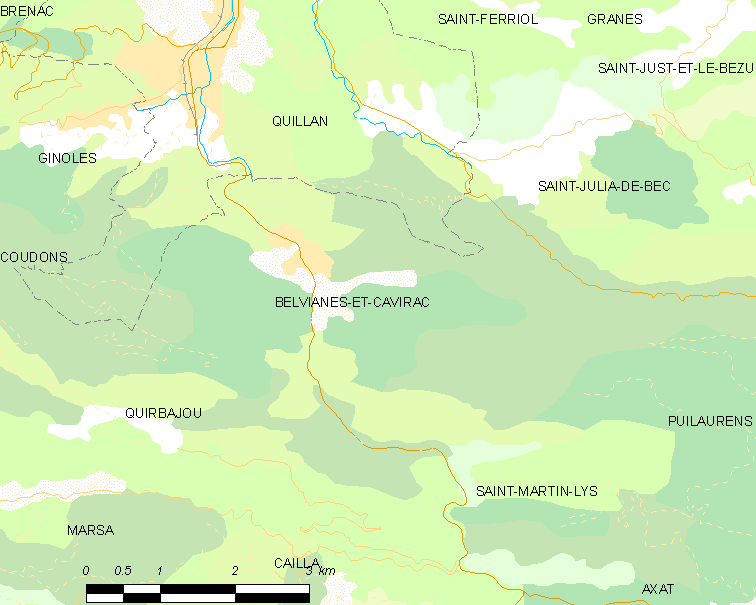
贝尔维亚讷和卡维拉克的OSM定位图

贝尔维亚讷和卡维拉克的时区为UTC+01:00、UTC+02:00（夏令时）。

## 行政
贝尔维亚讷和卡维拉克的邮政编码为11500，INSEE市镇编码为11035。

## 政治
贝尔维亚讷和卡维拉克所属的省级选区为上奥德河谷县。

## 人口

1962-2008年间贝尔维亚讷和卡维拉克人口变化图示

贝尔维亚讷和卡维拉克于2022年1月1日时的人口数量为259人。